# 兰田村 (福安市)
兰田村，是中国福建省宁德市福安市溪潭镇下辖的行政村。其辖有七定、夫艮、王厝、龙腰河4个自然村，95%人口为畲族，是福安市105个民族村之一。
第一次国共内战时期，中国共产党在此地发动兰田暴动，建立了闽东红军的第一支武装。